# Gottfrid Svensson
Gottfrid Cervantius Svensson (Uppsala, 13 maggio 1889 – Stoccolma, 19 agosto 1956) è stato un lottatore svedese, specializzato nella lotta libera e greco-romana.

## Biografia
Rappresentò la Svezia ai Giochi olimpici estivi di Stoccolma 1912, in cui fu eliminato per schienamento dal boemo Jan Balej al quarto turno del torneo di lotta greco-romana dei pesi leggeri. Nei turni precedenti era stato schienato contro il finlandese Armas Laitinen nell'incontro d'esordio ed aveva battuto ai punti il norvegese Thorbjørn Frydenlund e l'ungherese Ödön Radvány.
Ai campionati europei non ufficiali di Budapest 1913 ottenne la medaglia d'argento nella lotta greco-romana -65 kg.
Vinse l'oro ai campionati nordici di Kristiania 1918 nel torneo di lotta greco-romana -62 kg.
Ai Giochi olimpici di Anversa 1920, vinse la medaglia d'argento nella lotta libera pesi leggeri, sconfitto in finale dal finlandese Kalle Anttila. Prese parte anche al torneo di lotta greco-romana dei pesi piuma in cui fu estromesso ai quarti, dopo essere stato schienato dal finlandese Oskari Friman.

## Palmarès
- Giochi olimpici

Anversa 1920: argento nella lotta libera pesi leggeri.
- Europei (non ufficiali)

Budapest 1913: argento nella lotta greco-romana -65 kg;
- Campionati nordici

Kristiania 1918: oro nella lotta greco-romana -62 kg;